# 博特利赫區

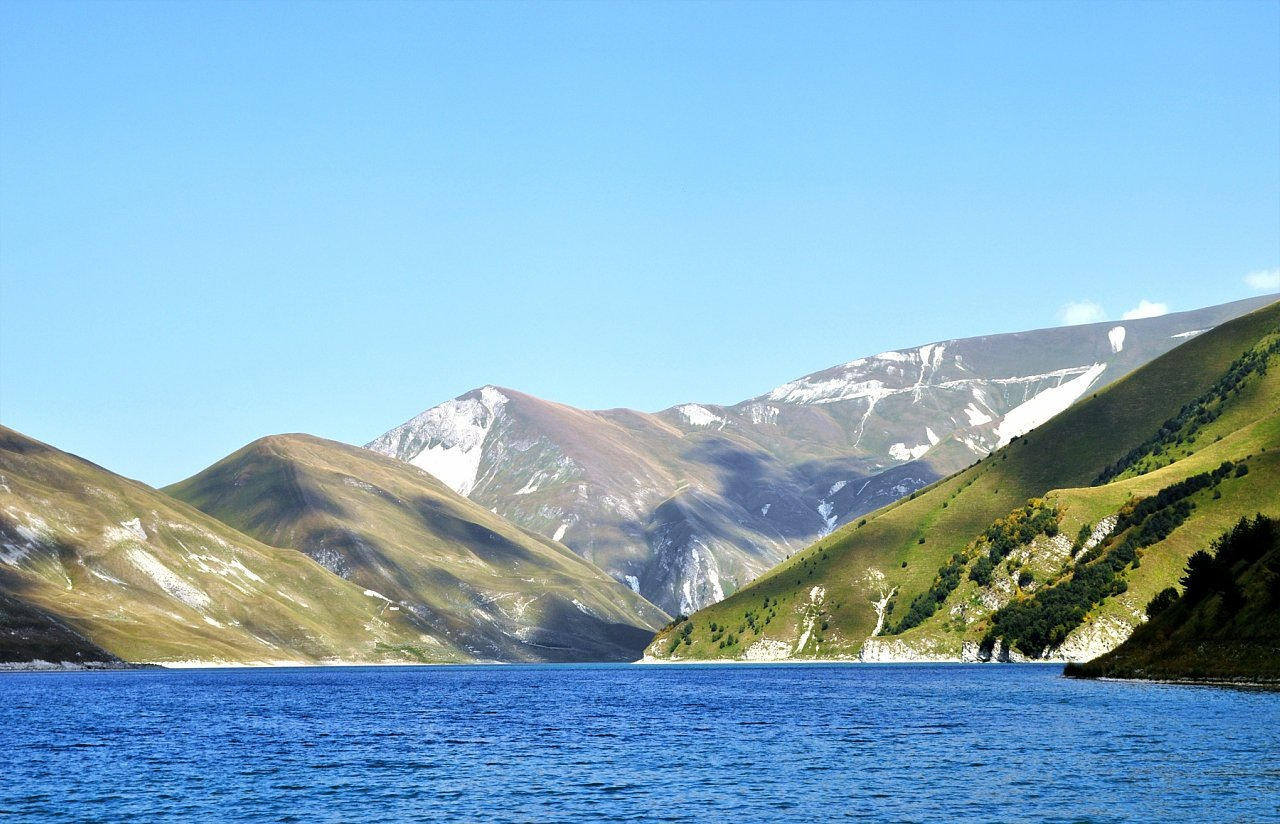

42°39′N 46°13′E / 42.650°N 46.217°E
博特利赫區（俄语：Ботлихский район），是俄羅斯的一個區，位於該國西南部，由達吉斯坦共和國負責管轄，面積500平方公里，2010年人口54,322，人口密度每平方公里108.64人。